# ارتش آزادی‌بخش عرب
ارتش آزادی‌بخش عرب (ALA؛ عربی: جیش الإنقاذ العربی) که به لشکر نجات عرب یا ارتش نجات عرب (ARA) نیز ترجمه شده است، ارتشی از داوطلبان کشورهای عربی به رهبری فوزی القوقجی بود. در جنگ ۱۹۴۸ فلسطین که به نام‌های جنگ استقلال اسرائیل و نکبت نیز شناخته می‌شود، در طرف اعراب شرکت کرد. این اتحادیه توسط اتحادیه عرب به عنوان مقابله با ارتش جنگ مقدس کمیته عالی عرب تأسیس شد، اما در واقع اتحادیه و دولت‌های عربی از پیوستن هزاران نفر به هر دو نیرو جلوگیری کردند.
در نشستی در دمشق در ۵ فوریه ۱۹۴۸ برای سازماندهی فرماندهی میدانی فلسطین، شمال فلسطین به نیروهای قاووقجی اختصاص یافت، اگرچه کرانه باختری از بالفعل تحت کنترل ماوراء اردن بود.
رقم هدف برای استخدام ۱۰٬۰۰۰ نفر بود، اما در اواسط مارس ۱۹۴۸، تعداد داوطلبانی که به ارتش پیوسته بودند به حدود ۶٬۰۰۰ نفر رسید و از این رقم زیادتر نشد. به گفته ژنرال صفوت، تعداد واقعی اعزام شده ممکن است به ۳٬۵۰۰ نفر هم برسد. صفوف آن عمدتاً سوری‌ها، لبنانی‌ها، فلسطینی‌ها و چند صد عراقی، اردنی، اخوان‌المسلمین مصری، چرکس‌ها و بوسنیایی‌ها بود. تعدادی فراری آلمانی، ترک و انگلیسی نیز وجود داشتند.

## تعیین و کنترل نیروها
کمیته نظامی اتحادیه عرب، با مقر آن در دمشق، مسئولیت تحرکات و خدمات رسانی به ارتش را بر عهده داشت. این کمیته متشکل از ژنرال اسماعیل صفوت (عراق، فرمانده کل قوا)، ژنرال طه الهاشمی (عراق)، سرهنگ شقیری (لبنان)، سرهنگ محمد الهندی (سوریه) و سرهنگ عبدالقادر الجندی (سرهنگ) بود. ماوراء اردن). همه کشورهایی که نمایندگی می‌کردند به برنامه‌های دیرینه ملک عبدالله برای تشکیل مجدد منطقه سوریه مربوط می‌شدند. این طرح سوریه بزرگ (مشرو سوریه الکبری) در طول دهه سی و چهل مورد حمایت امپراتوری بریتانیا بود.
| انحلال نیروهای ارتش آزادی‌بخش عرب، مارس ۱۹۴۸ |                                                     |
| سامره                                       | ۳٬۰۰۰–۴٬۰۰۰                                         |
| جلیل                                        | ۱٬۰۰۰، در گروه‌های ۵۰ تا ۱۰۰ نفری تحت فرماندهی مرکزی |
| هیفا                                        | ۲۰۰–۳۰۰                                             |
| شهر اورشلیم                                 | چند صد                                              |
| منطقه اورشلیم                               | احتمالاً ۵۰۰                                         |
| شهر یافا                                    | ۲۰۰ یا بیشتر                                        |
| منطقه فرعی غزه                              | احتمللا ۱۰۰ مصری                                    |
| منبع: لونبرگ (۱۹۹۳)، ص. ۲۰۰                 |                                                     |

## واحد اقلیت‌ها
در اوایل تابستان ۱۹۴۸ برخی از مبارزان دروزی، عمدتاً از سوریه، به همراه دروزی از روستاهای دلیات الکرمیل و اصفیه در کوه کرمل، که از ارتش آزادی‌بخش عرب به نیروهای دفاعی اسرائیل جدا شده‌اند. اینها هسته اصلی تنها واحد عرب زبان ارتش اسرائیل، واحد اقلیت‌ها را تشکیل دادند.